# Jack Babashoff
Jack Babashoff (* 13. Juli 1955 in Whittier, Kalifornien) ist ein ehemaliger US-amerikanischer Schwimmer.
Bei den Olympischen Sommerspielen 1976 in Montreal gewann er die Silbermedaille über 100 m Freistil hinter seinem Landsmann James Montgomery. Außerdem gewann er bei den Schwimmweltmeisterschaften 1978 in Berlin mit der US-amerikanischen 4 × 100 m-Freistilstaffel die Goldmedaille.
Seine Schwester Shirley Babashoff gehört mit 8 Medaillen zu den erfolgreichsten Schwimmerinnen bei Olympischen Spielen überhaupt.